# Coleophora pallida
Coleophora pallida é uma espécie de mariposa do gênero Coleophora pertencente à família Coleophoridae.